# Terra Nova (Pernambuco)
Terra Nova is een gemeente in de Braziliaanse deelstaat Pernambuco. De gemeente telt 9.801 inwoners (schatting 2009).